# Stacy Herbert

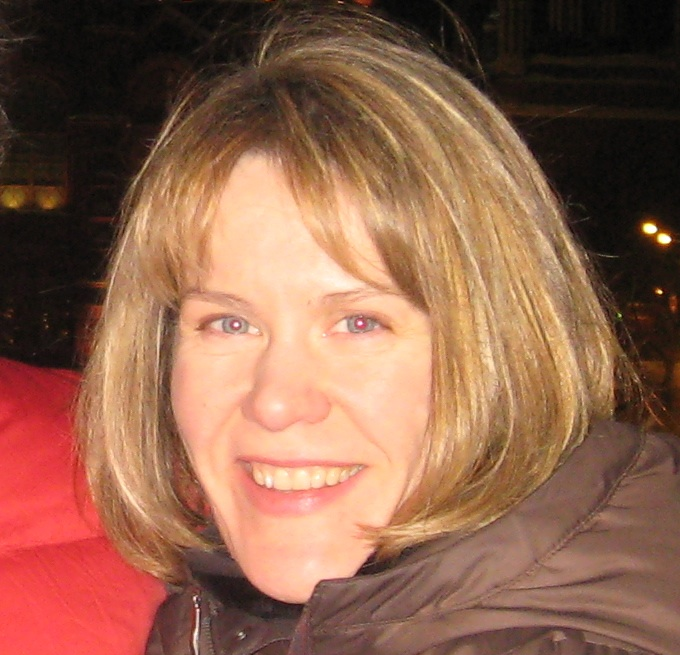
Stacy Herbert

Stacy Herbert (* 12. März 1968 in Huntington, New York) ist eine US-amerikanische Fernsehmoderatorin und Filmproduzentin, die hauptsächlich für ihre Produktionen People and Power (2007), Popetown (2005) und The Companion (1994) bekannt ist. Sie ist mit Max Keiser verheiratet.

## Leben
Sie war Ko-Produzentin des Films Popetown, einer satirischen Serie von Zeichentrickfilmen, die in einem fiktiven Vatikan spielt. Die Sendung wurde von der BBC in Auftrag gegeben. Die Ausstrahlung wurde jedoch ausgesetzt, da man Katholiken nicht verletzen wollte.
Herbert schrieb dazu 2004 im New Humanist: „Wenn Komödie eine Katharsis bewirken soll, dann braucht die katholische Kirche, angesichts ihrer Sorgenliste, wirklich dringend etwas Gelächter. Wären Lachgeräusche nicht eher willkommen als das angstbetonte Keuchen, das normalerweise jeden Artikel oder jede Sendung über die katholische Kirche begleitet?“
Herbert moderierte gemeinsam mit ihrem Ehemann Max Keiser den Keiser Report auf RT und Double Down auf Radio Sputnik. Seit Ende Juni 2022 veröffentlichen beide auf YouTube unter dem Namen Max & Stacy Report.
Stacy Herbert ist außerdem Ko-Moderatorin von The Truth About Markets auf Resonance 104.4 FM in London.